# العلاقات الكندية الهايتية
العلاقات الكندية الهايتية هي العلاقات الثنائية التي تجمع بين كندا وهايتي.

## مقارنة بين البلدين
هذه مقارنة عامة ومرجعية للدولتين:
| وجه المقارنة                                              | كندا                     | هايتي                                |
| --------------------------------------------------------- | ------------------------ | ------------------------------------ |
| المساحة (كم2)                                             | 9.98 مليون               | 27.75 ألف                            |
| عدد السكان (نسمة)                                         | 35.70 مليون              | 10.98 مليون                          |
| الكثافة السكانية (ن./كم²)                                 | 3.58                     | 395.68                               |
| العاصمة                                                   | أوتاوا                   | بورت أو برانس                        |
| اللغة الرسمية                                             | لغة إنجليزية، لغة فرنسية | لغة فرنسية، اللغة الكريولية الهايتية |
| العملة                                                    | دولار كندي               | جوردة هايتية                         |
| الناتج المحلي الإجمالي (بليون دولار)                      | 1.65 تريليون             | 8.41 مليار                           |
| الناتج المحلي الإجمالي (تعادل القوة الشرائية) بليون دولار | 1.59 تريليون             | 18.82 مليار                          |
| الناتج المحلي الإجمالي الاسمي للفرد دولار أمريكي          | 43.25 ألف                | 818                                  |
| الناتج المحلي الإجمالي للفرد دولار أمريكي                 | 45.07 ألف                | 1.73 ألف                             |
| مؤشر التنمية البشرية                                      | 0.913                    | 0.483                                |
| رمز المكالمات الدولي                                      | +1                       | +509                                 |
| رمز الإنترنت                                              | .ca                      | .ht                                  |
| المنطقة الزمنية                                           |                          | 00                                   |

## مدن متوأمة
في ما يلي قائمة باتفاقيات التوأمة بين مدن كندية وهايتية:
- ترتبط مونتريال مع بورت أو برانس باتفاقية توأمة منذ 1970.

## منظمات دولية مشتركة
يشترك البلدان في عضوية مجموعة من المنظمات الدولية، منها:
| علم المنظمة | اسم المنظمة                               | تاريخ انضمام كندا | تاريخ انضمام هايتي |
| ----------- | ----------------------------------------- | ----------------- | ------------------ |
|             | منظمة التجارة العالمية                    | ?                 | ?                  |
|             | الاتحاد الدولي للاتصالات                  | 1 يوليو 1908      | 10 أكتوبر 1927     |
|             | بنك التنمية الكاريبي ‏                     | ?                 | ?                  |
|             | المركز الدولي لتسوية المنازعات الاستشارية | 1 ديسمبر 2013     | 26 نوفمبر 2009     |
|             | مؤسسة التنمية الدولية                     | 24 سبتمبر 1960    | 13 يونيو 1961      |
|             | منظمة حظر الأسلحة الكيميائية              | ?                 | ?                  |
|             | يونسكو                                    | 4 نوفمبر 1946     | 18 نوفمبر 1946     |
|             | الأمم المتحدة                             | 9 نوفمبر 1945     | 24 أكتوبر 1945     |
|             | وكالة ضمان الاستثمار متعدد الأطراف        | 12 أبريل 1988     | 11 ديسمبر 1996     |
|             | البنك الدولي للإنشاء والتعمير             | 27 ديسمبر 1945    | 8 سبتمبر 1953      |
|             | الاتحاد البريدي العالمي                   | ?                 | ?                  |
|             | مؤسسة التمويل الدولية                     | 20 يوليو 1956     | 20 يوليو 1956      |
|             | منظمة الشرطة الجنائية الدولية             | ?                 | ?                  |

## أعلام
هذه قائمة لبعض الشخصيات التي تربطها علاقات بالبلدين:
- أوزفالدو جيانتي (لاعب كرة سلة كندي، 1 أغسطس 1983 – )
- إبراهام فرانسوا (لاعب كرة قدم كندي، 7 يونيو 1977 – )
- باتريس بيرني (لاعب كرة قدم كندي، 23 سبتمبر 1979[19] – )
- بنز أنطوان (22 يونيو 1972 – )
- بيير كيج (مغني كندي، 2 يناير 1977 – )
- جان باسكال (28 أكتوبر 1982 – )
- جوناثان ديفيد (14 يناير 2000[20] – )
- جينيفر هابيل (غطاسة كندية، 23 أغسطس 1991 – )
- رايموند فونتين (1 سبتمبر 1980 – )
- سامويل داليمبيرت (لاعب كرة سلة أمريكي، 10 مايو 1981 – )
- فراح جاك (منافِسة أوليمبية كندية، 8 فبراير 1990 – )
- فرانتز بنجامين (سياسي كندي، 1968 – )
- فلاديمير إدوارد (لاعب كرة قدم كندي، 18 يونيو 1978 – )
- ميكائيل جان (6 سبتمبر 1957 – )

## وصلات خارجية
- موقع وزارة الخارجية الكندية
- موقع وزارة الخارجية الهايتية